# Mount McDonald
Mount McDonald ist ein 2470 m hoher Berg im Norden des ostantarktischen Viktorialands. In den Victory Mountains ragt er 6 km nordwestlich des Mount Burton an der Nordflanke des Trafalgar-Gletschers auf.
Teilnehmer der New Zealand Federated Mountain Clubs Antarctic Expedition (NZFMCAE, 1962–1963) benannten ihn nach dem in Neuseeland ansässigen William McDonald (1892–nach 1980), Matrose an Bord der Terra Nova bei der Terra-Nova-Expedition (1910–1913) des britischen Polarforschers Robert Falcon Scott.